# Деревни КНР
Деревни КНР (кит. трад. 村级行政区, упр. ?, пиньинь  цунь) — административно-территориальная единица пятого, низшего уровня административного деления Китайской Народной Республики. Общее число 625 147. Базовое местное деление как соседство или коммуна не являются неформальными как на Западе и имеют определённые границы и признанного главу. В 2000 году китайские плотнонаселённые деревни (>100 человек/км²) имели население более чем 500 млн человек и покрывали более чем 2 млн км² или более чем 20 % всей территории Китая (Ellis 2004).
Административный уровень деревень не играет большой роли в системе исполнительной власти КНР, а скорее выполняет организационные функции (перепись населения, почта и т.  д.). Низовые единицы местного самоуправления не являются неформальными, как на Западе (ср. англ. neighbourhood), а имеют чётко определённые границы и главу.

## Статистика
| 1990 | 1001272 |
| 1991 | 1018593 |
| 1992 | 1004000 |
| 1993 | 1013000 |
| 1995 | 932000  |
| 1996 | 928000  |
| 2000 | 732000  |
| 2003 | 663000  |
| 2004 | 625147  |